# کاندری-تیومه‌کیه‌وو
کاندری-تیومه‌کیه‌وو (انگلیسی: Kandry-Tyumekeyevo) یک شهرک در شهرستان تویمازینسکی استان باشقیرستان کشور روسیه است.